# Аліса Герц-Зоммер
Аліса Герц-Зоммер (26 листопада 1903, Прага — 23 лютого 2014, Лондон) — чеська піаністка.

## Рані роки
Народилася 1903 р. в Празі, в інтелігентній єврейській родині, де любили літературу та класичну музику. Хорошими друзями та частими гостями її батьків були, серед інших, письменник Франц Кафка та композитор Густав Малер.
З дитинства любила музику. Почала займатися на фортепіано в п `ятирічному віці. В 16 років її прийняли як наймолодшу студентку на навчання в Німецьку академію музики в Празі.
Знала багато мов. Серед мов, якими володіла, були: чеська, німецька, іврит, латинь, французька та англійська.
В 1931 році Аліса Герц-Зоммер вийшла заміж за скрипаля Леопольда Зоммера, а в 1937 році у них народився син Рафаель (1937–2001), який згодом став віолончелістом.

## Жахи війни
Після нацистської окупації Чехословаччини в 1939 р. більшість членів родини та друзі піаністки емігрували до Палестини. Аліса з  чоловіком і сином залишилися в Празі, через хвору матір.
У липні 1943 р. Алісу разом з чоловіком і сином, як єврейку було інтерновано до концентраційного табору Терезієнштадт (звідти її чоловіка було відправлено до Освенцима де він загинув в Дахау). Вони потрапили до так званого «відділу організації вільного часу», були учасниками табірного оркестру, який організовував в позаурочний час музичні вистави для ув’язнених. Зоммер зіграла там більше 100 концертів, музика була для неї засобом втечі від навколишньої жорстокої дійсності. Також вона виступала як співачка в постановці опер. Син Рафаель виступав у дитячій опері-казці «Брундібар» празького композитора Ганса Краси.

## Пізні роки
В травні 1945 р. після визволення Терезина Аліса Герц-Зоммер повернулася до Праги.
В 1949 р. емігрувала з сином в Ізраїль, до сестри Маріанни. Заробляла на життя викладанням музики в консерваторії та в Академії музики та танцю в Єрусалимі, де пропагувала свою улюблену чеську музику.
В 1986 р. переїхала в Belsize Park в Лондон, до сина — всесвітньо відомого віолончеліста. У 2001 Алісу спіткала страшна трагедія: від серцевого нападу помер син - Рафаель Зоммер. Залишилася невістка і двоє онуків.
До її затишної та скромної однокімнатної квартири в Belsize Park в Лондоні приходило багато відвідувачів, вона не почувалася самотньою чи забутою. Люди старшого віку приходили згадати, а молодші – розпитувати, як було тоді насправді. Вона не відчувала ніякої образи на німців, які завдали їй стільки болю. Грала на фортепіано близько трьох годин на день твори B. Сметани, А. Дворжака і Ф. Шопена,  Л. Бетховена ... Своє довголіття вона пояснювала життєвим оптимізмом і музикою.
Аліса Герц-Зоммер померла 23 лютого 2014 р. у віці 110 років у лікарні в Лондоні. Вона вважалася найстаршою в'язнею Голокосту.
У 2012 році Каролайн Стоссінгер (англ. Caroline Stoessinger) на основі бесід з Алісою Герц-Зоммер опублікувала книгу  «A Century of Wisdom». Також вона стала героїнею книги «Піаніно Аліси» (Melissa Müller, Reinhard Piechocki «Ein Garten Eden inmitten der Hölle», німецькою мовою, 2006) та документального фільму «Леді в номері шість» («The Lady in Number 6») режисера Кларка, який отримав «Оскар» у 2014 р.